# Apostolische Nuntiatur in der Ukraine
Die Apostolische Nuntiatur in der Ukraine ist die offizielle diplomatische Vertretung des Heiligen Stuhls in der Ukraine mit Sitz in Kiew. Apostolischer Nuntius und damit offizieller Vertreter des Heiligen Stuhls in der Ukraine ist seit Juni 2021 Erzbischof Visvaldas Kulbokas.

## Lage
Die 1992 eingerichtete Apostolische Nuntiatur befindet sich in der Turhenjewska-Straße (вул. Тургенєвська) Nummer 40 im Kiewer Stadtrajon Schewtschenko.

## Liste der Apostolischen Nuntien in der Ukraine
- Antonio Franco (1992–1999)
- Nikola Eterović (1999–2004)
- Ivan Jurkovič (2004–2011)
- Thomas Gullickson (2011–2015)
- Claudio Gugerotti (2015–2020)
- Visvaldas Kulbokas (seit 2021)